# Headlines
Headlines (Заглавия) е песен на Дрейк, от албуми му Take Care.

## Видео
Видеото към песента е заснето в Торонто, родното му място.

## Кавър версии и ремикси
Изпълнителите, които са направили кавър версии/ремикси на песента са:
- Трей Сонгз[2]
- Джоди Аиша (We Know)[3]
- Ник Кенън (Deadlines)[4]
- Йънг Джийзи[5]
- T.I.[6]

## Дата на издаване
- САЩ – 9 август 2011[7]

## Позиции в музикалните класации
- Великобритания (UK R&B Singles) – 18[8]
- Канада (Canadian Hot 100) – 18[9]
- Франция (SNEP) – 75[10]

## Сертификации
- Канада – 1x платинен[11]
- САЩ – 1х платинен[12]